# クリス・ニュートン
クリス・ニュートン（Chris Newton、1973年9月29日 - ）は、イングランド、ミドルズブラ出身の自転車競技選手。
オリンピック4大会連続出場を記録している。ティーサイド大学出身。

## 来歴
1994年
- コモンウェルスゲームズ
  - 団体追抜 2位

1996年
- ツアー・オブ・ランカシャー 総合優勝
- ツール・ド・ランカウイ 総合2位

1997年
- シルキュイ・デ・モン・デュ・リヴラドワ 総合優勝

1998年
- ヨーロッパ2日間レース 総合優勝

1999年
- イギリス選手権
  - 個人タイムトライアル(ITT) 優勝
- ヨーロッパ2日間レース 総合優勝
- クレベリー2日間レース 総合優勝

2000年
- シドニーオリンピック
  -  団体追抜 3位
- トラック世界選手権
  - 団体追抜 2位
- イギリス選手権
  - ITT 優勝

2001年
- トラック世界選手権
  - 団体追抜 2位
- シルキュイ・ド・ロレーヌ 総合優勝
- イギリス選手権
  - 個人ロードレース 優勝

2002年
- トラック世界選手権
  -  ポイントレース 優勝
  - 団体追抜 3位
- コモンウェルスゲームズ
  - 団体追抜 2位
  - ポイントレース 3位

2003年
- ラス・テイルティーン 総合優勝
- イギリス選手権
  - スクラッチ 優勝

2004年
- アテネオリンピック
  -  団体追抜 2位
- トラック世界選手権
  - 団体追抜 2位
- イギリス選手権
  - スクラッチ 優勝
  - ポイントレース 優勝
- UCIトラックワールドカップ2004
  - マンチェスター - 団体追抜 優勝

2005年
- UCIトラックワールドカップ2004-2005
  - マンチェスター - 団体追抜 優勝
- トラック世界選手権
  -  団体追抜 優勝（+ スティーヴ・カミングス、ロバート・ヘイルズ、ポール・マニング）
- ラス・テイルティーン 総合優勝
- イギリス選手権
  - チームタイムトライアル(TTT) 優勝

2006年
- コモンウェルスゲームズ
  - 団体追抜 優勝（+ スティーヴ・カミングス、ロバート・ヘイルズ、ポール・マニング）
- ツアー・オブ・サウス 総合優勝
- イギリス選手権
  - スクラッチ 優勝
  - 団体追抜 優勝
- UCIトラックワールドカップ2006-2007
  - モスクワ - 団体追抜 優勝

2007年
- イギリス選手権
  - ポイントレース 優勝
- UCIトラックワールドカップ2007-2008
  - シドニー - 団体追抜 優勝

2008年
- 北京オリンピック
  -  ポイントレース 3位
- イギリス選手権
  - スクラッチ 優勝
  - ポイントレース 優勝
- UCIトラックワールドカップ2008-2009
  - マンチェスター - ポイントレース 優勝

2009年
- UCIトラックワールドカップ2008-2009
  - 北京 - ポイントレース 優勝
  - コペンハーゲン - 団体追抜 優勝
- トラック世界選手権
  - ポイントレース 3位

2010年
- ツアー・ドゥーン・ヘメ 総合優勝